# Мезархія
Мезархія — фігура мови яка виявляється в повторенні одного і того ж слова або слів на початку і в середині наступних один за одним речень. Як правило, вживається для створення відчуття монотонності тексту й одночасно посилює гіпнотичний ефект. Дана фігура сприяє переконливості тексту і посилює сприйняття читачем або слухачем ключових слів або словосполучень у тексті. Мезархія може багаторазово
використовуватися у тексті, акцентуючи увагу на ключовій думці тексту.